# Amata deflocca
Amata deflocca är en fjärilsart som beskrevs av Swinhoe 1892. Amata deflocca ingår i släktet Amata och familjen björnspinnare. Inga underarter finns listade i Catalogue of Life.